# Open Mathematics
Open Mathematics est une revue scientifique à évaluation par les pairs en libre accès  couvrant tous les domaines des mathématiques. Elle prend la suite du journal Central European Journal of Mathematics qui s'arrête en 2014.

## Description
Elle est publiée par Walter de Gruyter et ses rédacteurs en chef sont, en 2020, Salvatore Angelo Marano (Université de Catane) et Vincenzo Vespri (Université de Florence).
La revue accepte de articles sur des sujets couvrant l'ensemble des mathématiques. Le thèmes représentés sont l'algèbre, la géométrie algébrique, la théorie des catégories, l'analyse complexe, la théorie du contrôle et optimisation, les équations différentielles, la géométrie différentielle, les mathématiques discrètes, les systèmes dynamiques et théorie ergodique, l'analyse fonctionnelle, la géométrie, la logique mathématique et les fondements des mathématiques, la physique mathématique, la théorie des nombres, analyse numérique, la théorie des opérateurs, la théorie des probabilités et les statistiques, l'analyse réelle ou la topologie.
La revue offre aux lecteurs un accès gratuit. En revanche, les auteurs doivent s'acquitter de frais de publication fixés à 1 000 € par article.

## Résumés et indexation
Des résumés et index de la revue paraissent dans Science Citation Index Expanded, Current Contents/Physical, Chemical & Earth Sciences, Mathematical Reviews, Zentralblatt MATH, et Scopus. D'après le Journal Citation Reports, la revue a en 2017 un facteur d'impact de 0,831. Sur SCImago Journal Rank, le facteur d'impact est de 0,32.

## Historique
La revue a été créée en 2003 sous le titre Central European Journal of Mathematics et publiée par Versita qui, depuis 2012 fait partie de Walter de Gruyter, en collaboration avec Springer Science+Business Media. En 2014, elle a été prise en charge par Walter de Gruyter et depuis 2015, elle paraît sous son nouveau nom. La revue est en libre accès pour les lecteurs, mais demande des frais de traitement des articles. Le rédacteur en chef Fedor Bogomolov et certains des membres du comité de rédaction de l'ancienne revue ont créé, fin 2014, une nouvelle revue, appelée European Journal of Mathematics, et publiée par Springer sous ses conditions usuelles.

### Rédacteurs en chef
Les personnes suivantes ont été rédacteurs en chef de la revue :
- Andrzej Białynicki-Birula (en) (Université de Varsovie; (2003–2004)
- Gregori Margulis (Université Yale; 2004–2009)
- Fedor Bogomolov (Courant Institute of Mathematical Sciences; 2009–2014)
- Salvatore Angelo Marano (Université de Catane) et Vincenzo Vespri (Université de Florence) depuis 2014.